# A Ferencvárosi TC 1996–1997-es szezonja
A Ferencvárosi TC 1996–1997-es szezonja szócikk a Ferencvárosi TC első számú férfi labdarúgócsapatának egy szezonjáról szól, mely összességében és sorozatban is a 96. idénye volt a csapatnak a magyar első osztályban. A klub fennállásának ekkor volt a 98. évfordulója.

## Mérkőzések
| Színmagyarázat | Színmagyarázat |
| -------------- | -------------- |
|                | Győzelem.      |
|                | Döntetlen.     |
|                | Vereség.       |

### Bajnokok Ligája
Selejtező
| 1996. augusztus 7. |

| IFK Göteborg                               | 3 – 0               | Ferencváros                            |
| ------------------------------------------ | ------------------- | -------------------------------------- |
| Blomqvist 37' Pettersson 50' Andersson 57' | (1 – 0) Jegyzőkönyv | Limperger 7' Szűcs 68' Milovanović 84' |

| Idrottsparken, Norrköping Nézőszám: 7 000 Játékvezető: Alain Sars (francia) |

| 1996. augusztus 21. 20:30 |

| Ferencváros           | 1 – 1               | IFK Göteborg                                             |
| --------------------- | ------------------- | -------------------------------------------------------- |
| Horváth 15' Szűcs 12' | (1 – 0) Jegyzőkönyv | Andersson 87' Erlingmark 43' Blomqvist 57' Lindqvist 76' |

| Üllői út, Budapest Nézőszám: 12 000 Játékvezető: Encinar (spanyol) |

### UEFA-kupa
1. kör
| 1996. szeptember 10. 20:30 |

| Ferencváros                                                             | 3 – 1               | Olimbiakósz            |
| ----------------------------------------------------------------------- | ------------------- | ---------------------- |
| Zavadszky 11' Varešanović 35' (öngól) Arany 52' 38' Nagy 22' Hrutka 69' | (2 – 1) Jegyzőkönyv | Ivić 29' Georgatos 71' |

| Üllői út, Budapest Nézőszám: 9 000 Játékvezető: René Temmink (holland) |

| 1996. szeptember 24. |

| Olimbiakósz                           | 2 – 2               | Ferencváros                                                       |
| ------------------------------------- | ------------------- | ----------------------------------------------------------------- |
| Ivić 27' Sapanis 77' Šabanadžović 89' | (1 – 1) Jegyzőkönyv | Miriuţă 22' Limperger 47' Nyilas 28' Jagodics 43' Milovanović 49' |

| Karaiszkákisz Stadion, Pireusz Nézőszám: 30 000 Játékvezető: Hartmut Strampe (német) |

2. kör
| 1996. október 15. 20:00 |

| Ferencváros                              | 3 – 2               | Newcastle United                           |
| ---------------------------------------- | ------------------- | ------------------------------------------ |
| Horváth 7' Lisztes 16' 57' Kuznyecov 15' | (2 – 2) Jegyzőkönyv | Ferdinand 23' 68' Shearer 34' Beresford 9' |

| Üllői út, Budapest Nézőszám: 15 110 Játékvezető: Leif Sundell (svéd) |

| 1996. október 29. 21:00 |

| Newcastle United                            | 4 – 0               | Ferencváros |
| ------------------------------------------- | ------------------- | ----------- |
| Asprilla 43' 58' Ginola 65' Ferdinand 90+1' | (1 – 0) Jegyzőkönyv | Telek 10'   |

| St James’ Park, Newcastle upon Tyne Nézőszám: 40 000 Játékvezető: Szergej Grigorjevics Huszainov (orosz) |

### NB 1 1996–97

#### Őszi fordulók
| 1. forduló 1996. augusztus 10. |

| Siófoki Bányász                            | 2 – 3               | Ferencváros                                                       |
| ------------------------------------------ | ------------------- | ----------------------------------------------------------------- |
| Soós 35' Szabó 68' Posza 47' Tóth 79′, 85′ | (1 – 1) Jegyzőkönyv | Arany 30' 47' (11-esből) Nyicsenko 58' Jagodics 37' Limperger 63' |

| Révész Géza utcai stadion, Siófok Nézőszám: 8 000 Játékvezető: Kiss Géza (magyar) |

| 2. forduló 1996. augusztus 17. |

| Ferencváros                                                         | 5 – 2               | Kispest–Honvéd                                                     |
| ------------------------------------------------------------------- | ------------------- | ------------------------------------------------------------------ |
| Miriuţă 5' 42' Nyicsenko 45+1' 49' Arany 57' Telek 44' Jagodics 66' | (3 – 1) Jegyzőkönyv | Ghinda 45+2' Piroska 90' Tóth 44' Plókai 51' Forrai 52' Dubecz 87' |

| Üllői út, Budapest Nézőszám: 9 061 Játékvezető: Puhl Sándor (magyar) |

| 3. forduló 1996. augusztus 24. |

| MTK                                     | 3 – 0               | Ferencváros |
| --------------------------------------- | ------------------- | ----------- |
| Kenesei 5' 58' Orosz 68' Zimmermann 55' | (1 – 0) Jegyzőkönyv | Miriuţă 49' |

| Népstadion, Budapest Nézőszám: 5 000 Játékvezető: Varga Sándor (magyar) |

| 4. forduló 1996. szeptember 4. |

| Ferencváros                           | 3 – 1               | Vác FC       |
| ------------------------------------- | ------------------- | ------------ |
| Zavadszky 7' Horváth 25' 39' Arany 9' | (3 – 1) Jegyzőkönyv | Andrássy 42' |

| Üllői út, Budapest Nézőszám: 10 000 Játékvezető: Molnár László (magyar) |

| 5. forduló 1996. szeptember 7. |

| Csepel SC                 | 1 – 1               | Ferencváros          |
| ------------------------- | ------------------- | -------------------- |
| Baranyi 9' Keresztúri 56' | (1 – 1) Jegyzőkönyv | Arany 28' Hrutka 48' |

| Béke téri stadion, Budapest Nézőszám: 2 500 Játékvezető: Juhos Attila (magyar) |

| 6. forduló 1996. szeptember 14. |

| Ferencváros | 1 – 0               | Stadler FC  |
| ----------- | ------------------- | ----------- |
| Horváth 72' | (0 – 0) Jegyzőkönyv | Schultz 83' |

| Üllői út, Budapest Nézőszám: 9 000 Játékvezető: Piller Sándor (magyar) |

| 7. forduló 1996. szeptember 18. |

| BVSC–Zugló FC                        | 1 – 2               | Ferencváros                         |
| ------------------------------------ | ------------------- | ----------------------------------- |
| Kaszás 72' Zováth 54' Bondarenko 67' | (0 – 0) Jegyzőkönyv | Arany 61' Jagodics 87' Dragóner 51' |

| Népstadion, Budapest Nézőszám: 5 000 Játékvezető: Puhl Sándor (magyar) |

| 8. forduló 1996. szeptember 21. |

| Ferencváros                                | 2 – 0               | Haladás                                                   |
| ------------------------------------------ | ------------------- | --------------------------------------------------------- |
| Limperger 63' 73' 58' Szűcs 34' Nyilas 86' | (0 – 0) Jegyzőkönyv | Szekér 23' Lengyel M. 26' Bonchiş 28' Tóth M. 32′ Pék 53' |

| Üllői út, Budapest Nézőszám: 13 000 Játékvezető: Lettrich Ferenc (magyar) |

| 9. forduló 1996. szeptember 29. |

| Videoton   | 0 – 2               | Ferencváros                                 |
| ---------- | ------------------- | ------------------------------------------- |
| Takács 32' | (0 – 1) Jegyzőkönyv | Kuznyecov 30' Zavadszky 84' Milovanović 34' |

| Sóstói Stadion, Székesfehérvár Nézőszám: 18 000 Játékvezető: Varga Sándor (magyar) |

| 10. forduló 1996. október 12. |

| Ferencváros                      | 1 – 0               | Vasas |
| -------------------------------- | ------------------- | ----- |
| Nyicsenko 87' Nagy 76' Szűcs 82' | (0 – 0) Jegyzőkönyv |       |

| Üllői út, Budapest Nézőszám: 10 000 Játékvezető: Piller Sándor (magyar) |

| 11. forduló 1996. október 19. |

| Békéscsabai Előre                            | 0 – 1               | Ferencváros                       |
| -------------------------------------------- | ------------------- | --------------------------------- |
| Major 12' Medgyesi 38' Ulici 74' Varga 90+1′ | (0 – 1) Jegyzőkönyv | Nyicsenko 35' Nyilas 28' Nagy 74' |

| Kórház utcai stadion, Békéscsaba Nézőszám: 14 000 Játékvezető: Juhos Attila (magyar) |

| 12. forduló 1996. október 26. |

| Pécsi MFC                                                  | 1 – 2               | Ferencváros                                |
| ---------------------------------------------------------- | ------------------- | ------------------------------------------ |
| Azoiței 30' Brindas 11' Schneider 45' Farkas 76' Tomka 80' | (1 – 1) Jegyzőkönyv | Hrutka 37' Nyilas 78' (11-esből) Szűcs 25' |

| PMFC Stadion, Pécs Nézőszám: 13 000 Játékvezető: Arany Tamás (magyar) |

| 13. forduló 1996. november 2. |

| Ferencváros                                           | 3 – 1               | Újpest                                       |
| ----------------------------------------------------- | ------------------- | -------------------------------------------- |
| Nyicsenko 49' 77' Jagodics 80' Miriuţă 24' Nyilas 33' | (0 – 1) Jegyzőkönyv | Szanyó 17' Szlezák 28' Kovács 29' Bérczy 84' |

| Üllői út, Budapest Nézőszám: 14 073 Játékvezető: Varga Sándor (magyar) |

| 14. forduló 1996. november 13. |

| Debreceni VSC                   | 2 – 2               | Ferencváros                                                    |
| ------------------------------- | ------------------- | -------------------------------------------------------------- |
| Ilea 17' 20' 25' Horváth D. 14′ | (2 – 2) Jegyzőkönyv | Jagodics 15' (11-esből) Nyicsenko 21' 16' Milovanović 52′, 69′ |

| Oláh Gábor utcai stadion, Debrecen Nézőszám: 10 000 Játékvezető: Piller Sándor (magyar) |

| 15. forduló 1996. november 16. |

| Ferencváros                          | 3 – 2               | Győri ETO                             |
| ------------------------------------ | ------------------- | ------------------------------------- |
| Nyilas 15' Horváth 29' Nyicsenko 63' | (2 – 1) Jegyzőkönyv | Szarvas 12' 75' Hámori 51' Korsós 77' |

| Üllői út, Budapest Nézőszám: 11 020 Játékvezető: Molnár László (magyar) |

| 16. forduló 1996. november 24. |

| III. Kerületi TVE                                         | 4 – 3               | Ferencváros                                       |
| --------------------------------------------------------- | ------------------- | ------------------------------------------------- |
| Bencze 39' Szeitl 72' Aubel 86' Kiss I. 88' Király J. 32' | (1 – 2) Jegyzőkönyv | Horváth 1' 80' Nyilas 43' (11-esből) Limperger 8' |

| Fáy utca, Budapest Nézőszám: 7 000 Játékvezető: Juhos Attila (magyar) |

| 17. forduló 1996. december 1. |

| Ferencváros                                                 | 5 – 0               | Zalaegerszegi TE                   |
| ----------------------------------------------------------- | ------------------- | ---------------------------------- |
| Milovanović 13' Nyicsenko 38' 80' Arany 45' 35' Horváth 55' | (3 – 0) Jegyzőkönyv | Tóth Gy. 45' Gaál 50' Kocsárdi 85' |

| Üllői út, Budapest Nézőszám: 7 300 Játékvezető: Hanacsek Attila (magyar) |

#### Tavaszi fordulók
| 18. forduló 1997. március 1. |

| Ferencváros                         | 3 – 2               | Siófoki Bányász          |
| ----------------------------------- | ------------------- | ------------------------ |
| Hrutka 8' Nyicsenko 59' Miriuţă 89' | (1 – 0) Jegyzőkönyv | Perger 84' Filipovic 90' |

| Üllői út, Budapest Nézőszám: 15 000 Játékvezető: Kurmai Zoltán (magyar) |

| 19. forduló 1997. március 8. |

| Kispest–Honvéd | 0 – 2               | Ferencváros                                                 |
| -------------- | ------------------- | ----------------------------------------------------------- |
| Urbányi 35'    | (0 – 1) Jegyzőkönyv | Nyilas 19' (11-esből) 45' Zavadszky 64' 68' Milovanović 69' |

| Béke téri stadion, Budapest Nézőszám: 13 000 Játékvezető: Juhos Attila (magyar) |

| 20. forduló 1997. március 14. |

| Ferencváros                             | 1 – 1               | MTK                                  |
| --------------------------------------- | ------------------- | ------------------------------------ |
| Nyilas 49' (11-esből) 67' Nyicsenko 79' | (0 – 1) Jegyzőkönyv | Illés 37' Kenesei 27' Preisinger 75' |

| Üllői út, Budapest Nézőszám: 16 892 Játékvezető: Puhl Sándor (magyar) |

| 21. forduló 1997. március 22. |

| Vác FC                               | 1 – 1               | Ferencváros                     |
| ------------------------------------ | ------------------- | ------------------------------- |
| Andrássy 63' Strasser 38' Sándor 66' | (0 – 1) Jegyzőkönyv | Nyikos 19' (öngól) Vincze 90+1' |

| Ligeti Stadion, Vác Nézőszám: 10 000 Játékvezető: Piller Sándor (magyar) |

| 22. forduló 1997. március 26. |

| Ferencváros                                                                               | 4 – 2               | Csepel SC                                                     |
| ----------------------------------------------------------------------------------------- | ------------------- | ------------------------------------------------------------- |
| Nyicsenko 13' Horváth 22' 53' Jagodics 35' Szűcs 31' Miriuţă 33' Nyilas 73' Limperger 75' | (3 – 1) Jegyzőkönyv | Rósa 33' 24' Jakab 72' Tyukodi 9' Varga 35' Nagy 56' Bíró 80' |

| Üllői út, Budapest Nézőszám: 8 000 Játékvezető: Hanacsek Attila (magyar) |

| 23. forduló 1997. március 29. |

| Stadler FC | 0 – 0               | Ferencváros           |
| ---------- | ------------------- | --------------------- |
| Farkas 1'  | (0 – 0) Jegyzőkönyv | Nagy 11' Jagodics 31' |

| Stadler Stadion, Akasztó Nézőszám: 7 000 Játékvezető: Molnár László (magyar) |

| 24. forduló 1997. április 5. |

| Ferencváros                                        | 2 – 1               | BVSC–Zugló FC                                             |
| -------------------------------------------------- | ------------------- | --------------------------------------------------------- |
| Miriuţă 22' 71' Zavadszky 76' Hrutka 26' Szűcs 38' | (1 – 0) Jegyzőkönyv | Kiss 65' Zováth 2' Dragóner 22' Csiszár 37' Farkas J. 75' |

| Üllői út, Budapest Nézőszám: 7 500 Játékvezető: Kiss Géza (magyar) |

| 25. forduló 1997. április 12. |

| Haladás                   | 1 – 0               | Ferencváros           |
| ------------------------- | ------------------- | --------------------- |
| Király E. 54' Balassa 55' | (0 – 0) Jegyzőkönyv | Szűcs 13' Miriuţă 87' |

| Rohonci úti stadion, Szombathely Nézőszám: 8 000 Játékvezető: Juhos Attila (magyar) |

| 26. forduló 1997. április 16. |

| Ferencváros                | 2 – 2               | Videoton                                         |
| -------------------------- | ------------------- | ------------------------------------------------ |
| Horváth 29' 34' Nyilas 36' | (2 – 0) Jegyzőkönyv | Korsós 52' 36' Takács 80' Tóth 14' Makrickij 20' |

| Üllői út, Budapest Nézőszám: 7 280 Játékvezető: Varga Sándor (magyar) |

| 27. forduló 1997. április 21. |

| Vasas                                        | 1 – 1               | Ferencváros                                           |
| -------------------------------------------- | ------------------- | ----------------------------------------------------- |
| Fischer 21' (11-esből) Aranyos 58' Juhár 87' | (1 – 0) Jegyzőkönyv | Nyilas 76' (11-esből) 83' Milovanović 45' Schultz 75' |

| Fáy utca, Budapest Nézőszám: 12 000 Játékvezető: Hanacsek Attila (magyar) |

| 28. forduló 1997. május 3. |

| Ferencváros                                  | 4 – 0               | Békéscsabai Előre |
| -------------------------------------------- | ------------------- | ----------------- |
| Miriuţă 62' 70' 73' Zavadszky 75' Forrai 54' | (0 – 0) Jegyzőkönyv | Major 17'         |

| Üllői út, Budapest Nézőszám: 8 700 Játékvezető: Márton Sándor (magyar) |

| 29. forduló 1997. május 7. |

| Ferencváros                       | 2 – 1               | Pécsi MFC                                |
| --------------------------------- | ------------------- | ---------------------------------------- |
| Nyilas 52' (11-esből) Lőrincz 89' | (0 – 0) Jegyzőkönyv | Szabados 57' 84' Brindas 35' Mitring 66' |

| Üllői út, Budapest Nézőszám: 7 000 Játékvezető: Molnár László (magyar) |

| 30. forduló 1997. május 10. |

| Újpest    | 1 – 2               | Ferencváros                                             |
| --------- | ------------------- | ------------------------------------------------------- |
| Véber 57' | (0 – 0) Jegyzőkönyv | Miriuţă 63' Horváth 90' Bekő 10' Lőrincz 21' Touati 27' |

| Megyeri út, Budapest Nézőszám: 20 000 Játékvezető: Puhl Sándor (magyar) |

| 31. forduló 1997. május 14. |

| Ferencváros                      | 3 – 1               | Debreceni VSC                        |
| -------------------------------- | ------------------- | ------------------------------------ |
| Horváth 11' 58' Pető 88' (öngól) | (1 – 0) Jegyzőkönyv | Sira 77' 74' Ilea 42' Kövesfalvi 55' |

| Üllői út, Budapest Nézőszám: 9 000 Játékvezető: Kiss Géza (magyar) |

| 32. forduló 1997. május 19. |

| Győri ETO                      | 1 – 1               | Ferencváros                                      |
| ------------------------------ | ------------------- | ------------------------------------------------ |
| Cseke 88' Stark 54' Molnár 58' | (0 – 0) Jegyzőkönyv | Nyilas 58' Lőrincz 11' Nyicsenko 13' Schultz 79' |

| Rába ETO Stadion, Győr Nézőszám: 14 000 Játékvezető: Juhos Attila (magyar) |

| 33. forduló 1997. május 24. |

| Ferencváros                    | 1 – 0               | III. Kerületi TVE |
| ------------------------------ | ------------------- | ----------------- |
| Hrutka 59' Forrai 56' Bekő 61' | (0 – 0) Jegyzőkönyv | Szabó A. 43'      |

| Üllői út, Budapest Nézőszám: 7 000 Játékvezető: Márton Sándor (magyar) |

| 34. forduló 1997. május 28. |

| Zalaegerszegi TE                           | 2 – 1               | Ferencváros                                           |
| ------------------------------------------ | ------------------- | ----------------------------------------------------- |
| Sebők 46' Szőke 81' Szabó I 60' Molnár 89' | (0 – 0) Jegyzőkönyv | Nyicsenko 60' 6' Forrai 55' Milovanović 62' Szűcs 82' |

| ZTE Stadion, Zalaegerszeg Nézőszám: 15 000 Játékvezető: Lettrich Ferenc (magyar) |

#### A bajnokság végeredménye
| #  | Csapat                   | J  | Gy | D  | V  | Rg | Kg | Gk  | P  | Megjegyzés                           |
| -- | ------------------------ | -- | -- | -- | -- | -- | -- | --- | -- | ------------------------------------ |
| 1  | MTK                      | 34 | 26 | 7  | 1  | 87 | 25 | +62 | 85 | Bajnok, 1997–1998-as BL előselejtező |
| 2  | Újpesti TE               | 34 | 23 | 7  | 4  | 75 | 35 | +40 | 76 | 1997–1998-as UEFA-kupa előselejtező  |
| 3  | Ferencvárosi TC          | 34 | 22 | 8  | 4  | 69 | 37 | +32 | 74 | 1997–1998-as UEFA-kupa előselejtező  |
| 4  | Vasas Danubius Hotels SC | 34 | 19 | 7  | 8  | 50 | 33 | +17 | 64 | 1997-es Intertotó-kupa               |
| 5  | Debreceni VSC-Epona      | 34 | 14 | 10 | 10 | 55 | 38 | +17 | 52 |                                      |
| 6  | Budapesti VSC            | 34 | 14 | 7  | 13 | 43 | 36 | +7  | 49 | 1997–1998-as KEK selejtező           |
| 7  | Kispest Honvéd FC        | 34 | 12 | 9  | 13 | 42 | 44 | -2  | 45 |                                      |
| 8  | Videoton FC Fehérvár     | 34 | 10 | 12 | 12 | 45 | 44 | +1  | 42 |                                      |
| 9  | Győri ETO FC             | 34 | 10 | 12 | 12 | 44 | 51 | -7  | 42 |                                      |
| 10 | Haladás VFC              | 34 | 10 | 10 | 14 | 39 | 42 | -3  | 40 |                                      |
| 11 | Vác FC                   | 34 | 10 | 10 | 14 | 40 | 48 | -8  | 40 |                                      |
| 12 | Siófoki Bányász SE       | 34 | 10 | 10 | 14 | 36 | 53 | -17 | 40 |                                      |
| 13 | Zalaegerszegi TE FC      | 34 | 11 | 7  | 16 | 34 | 51 | -17 | 40 |                                      |
| 14 | Békéscsabai Előre FC     | 34 | 10 | 6  | 18 | 37 | 62 | -25 | 36 |                                      |
| 15 | III. Kerületi TVE        | 34 | 8  | 11 | 15 | 45 | 55 | -10 | 35 | Osztályozó                           |
| 16 | Ecker-Stadler FC         | 34 | 7  | 7  | 20 | 27 | 50 | -23 | 28 | Osztályozó                           |
| 17 | Pécs                     | 34 | 6  | 8  | 20 | 31 | 68 | -37 | 26 | Kiestek az NB II-be                  |
| 18 | Csepel SC                | 34 | 5  | 10 | 19 | 43 | 70 | -27 | 25 | Kiestek az NB II-be                  |

#### Eredmények összesítése
Az alábbi táblázatban összesítve szerepelnek a Ferencvárosi TC 1996/97-es bajnokságban elért eredményei.
| Ősz/tavasz (forduló)    | Otthon | Otthon | Otthon | Otthon | Otthon | Otthon | Otthon | Idegenben | Idegenben | Idegenben | Idegenben | Idegenben | Idegenben | Idegenben |
| Ősz/tavasz (forduló)    | M      | GY     | D      | V      | LG–KG  | GK     | P      | M         | GY        | D         | V         | LG–KG     | GK        | P         |
| ----------------------- | ------ | ------ | ------ | ------ | ------ | ------ | ------ | --------- | --------- | --------- | --------- | --------- | --------- | --------- |
| Őszi szezon (1–17.)     | 8      | 8      | 0      | 0      | 23–6   | +17    | 24     | 9         | 5         | 2         | 2         | 16–14     | +2        | 17        |
| Tavaszi szezon (18–34.) | 9      | 7      | 2      | 0      | 22–10  | +12    | 23     | 8         | 2         | 4         | 2         | 8–7       | +1        | 10        |
| Összesen (1–34.)        | 17     | 15     | 2      | 0      | 45–16  | +29    | 47     | 17        | 7         | 6         | 4         | 24–21     | +3        | 27        |

### Magyar kupa
Csoportkör (16. csoport)
| 1996. július 27. |

| Besenyőtelek | 0 – 5               | Ferencváros              |
| ------------ | ------------------- | ------------------------ |
|              | (0 – 2) Jegyzőkönyv | Horváth Miriuţă Jagodics |

| Besenyőtelek |

| 1996. július 29. |

| Ferencváros                   | 5 – 0               | BKV Előre |
| ----------------------------- | ------------------- | --------- |
| Arany Telek Nyicsenko Horváth | (2 – 0) Jegyzőkönyv |           |

| Népliget, Budapest |

| 1996. július 31. |

| Péteri | 0 – 6       | Ferencváros           |
| ------ | ----------- | --------------------- |
|        | Jegyzőkönyv | Horváth Miriuţă Simon |

| Monor |

Legjobb 32
| 1996. október 2. |

| Dunaszekcső | 1 – 0               | Ferencváros |
| ----------- | ------------------- | ----------- |
|             | (0 – 0) Jegyzőkönyv |             |

| Dunaszekcső |

| 1996. október 22. |

| Ferencváros                        | 7 – 0               | Dunaszekcső |
| ---------------------------------- | ------------------- | ----------- |
| Arany Nyilas Telek Lisztes Horváth | (3 – 0) Jegyzőkönyv |             |

| Üllői út, Budapest |

Nyolcaddöntő
| 1996. november 20. |

| Csepel SC | 0 – 3               | Ferencváros   |
| --------- | ------------------- | ------------- |
|           | (0 – 0) Jegyzőkönyv | Horváth Holló |

| Béke téri stadion, Budapest |

| 1996. november 27. |

| Ferencváros              | 6 – 2               | Csepel SC |
| ------------------------ | ------------------- | --------- |
| Nyicsenko Nyilas Miriuţă | (2 – 1) Jegyzőkönyv |           |

| Üllői út, Budapest |

Negyeddöntő
| 1997. március 5. |

| Ferencváros              | 2 – 2               | Vác FC                                    |
| ------------------------ | ------------------- | ----------------------------------------- |
| Nyicsenko 8' Miriuţă 33' | (2 – 0) Jegyzőkönyv | Borgulya 54' 89' Boda J. 20' Strasser 72' |

| Üllői út, Budapest Nézőszám: 6 000 Játékvezető: Varga Sándor (magyar) |

| 1997. március 11. |

| Vác FC                                        | 3 – 0               | Ferencváros                                       |
| --------------------------------------------- | ------------------- | ------------------------------------------------- |
| Boda J. 1' Nyikos 65' Kriska 68' Andrássy 50' | (1 – 0) Jegyzőkönyv | Nagy 25' Nyilas 69' Zavadszky 76' Milovanović 90′ |

| Ligeti Stadion, Vác Nézőszám: 4 500 Játékvezető: Arany Tamás (magyar) |

### Egyéb mérkőzések
| 1996. július 17. |

| Ferencváros | 0 – 1               | Hajduk Kula    |
| ----------- | ------------------- | -------------- |
|             | (0 – 1) Jegyzőkönyv | Stojisavljević |

| Akasztó Nézőszám: 1 000 Játékvezető: Juhos Attila (magyar) |

| 1996. július 18. |

| Ferencváros           | 1 – 2               | Proleter Zrenjanin |
| --------------------- | ------------------- | ------------------ |
| Nyicsenko tizenegyes' | (0 – 0) Jegyzőkönyv | Ivić               |

| Akasztó Nézőszám: 1 000 Játékvezető: Tóth Vencel (magyar) |

| 1996. július 25. |

| Ferencváros       | 2 – 0       | Varteks Varaždin |
| ----------------- | ----------- | ---------------- |
| Horváth Nyicsenko | Jegyzőkönyv |                  |

| Siófok |

| 1996. augusztus 3. |

| Panathinaikósz | 3 – 1               | Ferencváros |
| -------------- | ------------------- | ----------- |
|                | (1 – 1) Jegyzőkönyv | Horváth     |

| Athén |

| 1997. január 22. |

| Anagennisi Dherynia | 1 – 2       | Ferencváros     |
| ------------------- | ----------- | --------------- |
|                     | Jegyzőkönyv | Miriuţă Horváth |

| Dherynia |

| 1997. január 24. |

| Mainz 05 | 2 – 0               | Ferencváros |
| -------- | ------------------- | ----------- |
|          | (0 – 0) Jegyzőkönyv |             |

| Ayia Napa |

| 1997. január 25. |

| Lokomotiv Nizhny Novgorod | 2 – 0       | Ferencváros |
| ------------------------- | ----------- | ----------- |
|                           | Jegyzőkönyv |             |

| Ayia Napa |

| 1997. január 26. |

| Ferencváros | 1 – 1       | Sahtar Doneck |
| ----------- | ----------- | ------------- |
| Hrutka      | Jegyzőkönyv |               |

| Ayia Napa |

| 1997. január 28. |

| Karlsruher SC | 3 – 0       | Ferencváros |
| ------------- | ----------- | ----------- |
|               | Jegyzőkönyv |             |

| Ayia Napa |

| 1997. január 29. |

| Ferencváros | 1 – 1       | Saturn-1991 Saint Petersburg |
| ----------- | ----------- | ---------------------------- |
| Nyilas      | Jegyzőkönyv |                              |

| Ayia Napa |

| 1997. január 30. |

| Arminia Bielefeld | 3 – 1       | Ferencváros |
| ----------------- | ----------- | ----------- |
|                   | Jegyzőkönyv | Zavadszky   |

| Paralimni |

| 1997. február 11. |

| Ferencváros      | 2 – 1       | Dinamo Kijiv II |
| ---------------- | ----------- | --------------- |
| Miriuţă Jagodics | Jegyzőkönyv |                 |

| Népliget, Budapest |

| 1997. február 16. |

| Ferencváros | 2 – 2       | Metalurh Zaporizhya |
| ----------- | ----------- | ------------------- |
| Nyicsenko   | Jegyzőkönyv |                     |

| Ayia Napa |

| 1997. február 17. |

| Ferencváros   | 3 – 1       | Debreceni VSC |
| ------------- | ----------- | ------------- |
| Horváth Arany | Jegyzőkönyv |               |

| Ayia Napa |

| 1997. február 18. |

| Ferencváros          | 3 – 2       | Észtország |
| -------------------- | ----------- | ---------- |
| Nyilas Miriuţă Arany | Jegyzőkönyv |            |

| Pulak |

| 1997. február 20. |

| Fakel Voronezh | 4 – 3       | Ferencváros      |
| -------------- | ----------- | ---------------- |
|                | Jegyzőkönyv | Nyicsenko Nyilas |

| Xylofagou |

| 1997. március 18. |

| Ferencváros                    | 4 – 2       | Zarya Leninsk-Kuznetsky |
| ------------------------------ | ----------- | ----------------------- |
| Horváth Touati Holló Zavadszky | Jegyzőkönyv |                         |

| Üllői út, Budapest |

| 1997. április 2. |

| Ferencváros | 1 – 1       | Breszt |
| ----------- | ----------- | ------ |
| Hajnal      | Jegyzőkönyv |        |

| Üllői út, Budapest |

## Külső hivatkozások
- A csapat hivatalos honlapja (magyarul)
- Az 1996–97-es szezon menetrendje a tempofradi.hu-n (magyarul)